# Tormod Caimbeul
Tormod Caimbeul, známý jako Tormod a' Bhocsair, anglicky Norman Campbell (7. října 1942 South Dell – 2. května 2015) byl skotský učitel a spisovatel píšící skotskou gaelštinou.
Vystřídal několik zaměstnání, mimo jiné vyučoval gaelštinu a angličtinu v Glasgow, na South Uistu a Lewisu. Překládal a psal dětskou literaturu, největší význam si však získal jako autor románů psaných gaelštinou. Jeho románový debut Deireadh an Fhoghair (1979, Konec podzimu) je považován za vůbec první gaelský román.
Caimbeul pocházel z literární rodiny, jeho otec a strýc byli básníci Alasdair Caimbeul, zvaný Am Bocsair, a Alasdair Caimbeul, zvaný Am Puilean. Dcera Tormoda Caimbeula je dramatička a spisovatelka Catrìona Lexy Chaimbeul.

## Dílo
- Deireadh an Fhoghair (1979) – Konec podzimu, český překlad 2018
- Shrapnel (2006)
- An Druim bho Thuath (2011)
- Hostail (1992)
- An Naidheachd bhon Taigh (1994)
- Sgeulachdan sa Chiaradh (2015)